# КАМАЗ (женский футбольный клуб)
«КАМАЗ» — ранее существовавший российский женский футбольный клуб из Набережных Челнов. Основан в 1992 году. На высшем уровне в чемпионате России играл в 1996 году.
Команда была основана при поддержке руководства завода КАМАЗ.

Состав женского футбольного клуба «КАМАЗ» в сезоне 1995 года

## История
Футбольный клуб был образован в сентябре 1992 года Эдуардом Невейкиным. В 1993 году «Торпедо-АЗ» дебютировал во Второй лиге 1993 чемпионата России. Выиграв 4 встречи, 3 сведя вничью и 5 проиграв, команда заняла 3-е место. В 1994 году в команде произошли большие изменения, связанные с тем, что в Набережных Челнах было принято решение создать сильную женскую команду с перспективой выхода в Высшую лигу. Клуб получил новое название «КАМАЗ-АЗ», был приглашен новый тренер — Александр Шагов и ряд опытных футболисток. Команде удалось выиграть Вторую лигу 1994, получив путевку в Первую лигу 1995. Лучшим бомбардиром команды стала Елена Кононова, которая в 19-ти матчах забила 46 мячей. В 1995 году, заняв 2-е место в Первой лиге, команда получила право выступать в Высшей лиге 1996, где заняла 7-е место. В начале апреля 1997 года команда участвовала в группе «А» (Пятигорск) Кубка Содружества вместо отказавшейся от участия команды «Аваза» (Грузия), где победила Бобруйчанку со счётом 3:1, после чего, в связи с отсутствием финансирования, была расформирована.

## Названия клуба
- 1992—1993 — «Торпедо-АЗ»
- 1994 — «КАМАЗ-АЗ»
- 1995—1997 — «КАМАЗ»

## Достижения

### Титульные
Вторая лига
- 1-е место: 1994

Первая лига
- 2-е место: 1995

Высшая лига
- 7-е место: 1996

Кубок России
- 1/4 финала: 1996

Турнир «Кубок Сицилии» (Мессина, Италия)
- Победитель: 1994[2]

Турнир «Кубок Сардинии» (Кальяри, Италия)
- Победитель: 1996

### Матчевые
Самые крупные победы (без учёта технических побед)
- во Второй лиге: 8:0 — над «Русью» (Москва) и над «Казанью» (Казань) (1994)
- в Первой лиге: 7:0 — над ЦСК ВВС-2 (Самара) (1995)
- в Высшей лиге: 3:0 — над «Чертаново-СКИФ» (Москва) и над «Волжанкой» (Чебоксары) (1996)
- в Кубке России: 6:0 — над ЦСК ВВС-2 (Самара) (1996)

Самые крупные поражения (без учёта технических поражений)
- во Второй лиге: 0:3 — от КДС «Идель» (Уфа) и от «Юности России» (Оренбург) (1993)
- в Первой лиге: 0:5 — от КМВ (Пятигорск) (1995)
- в Высшей лиге: 0:7 — от «Энергии» (Воронеж) (1996)
- в Кубке России: 0:2 — от «Идели» (Уфа) (1993) и от «Лады» (Тольятти) (1996)

### Лучшие бомбардиры клуба
- Елена Кононова — 46 мячей (1994)
- Марина Новикова — 19 мячей (1994—1996)
- Елена Антонова — 17 мячей (1995—1996)

## Главные тренеры
- Виктор Федулов (1992—1993)
- Александр Шагов (1994—1996)

## Статистика выступлений
без учёта мячей забитых в сериях послематчевых пенальти
с учётом технических результатов

| Сезон                        | Клуб                         | Чемпионат России             | Чемпионат России               | Чемпионат России             | Чемпионат России | Чемпионат России | Чемпионат России | Чемпионат России | Чемпионат России | Чемпионат России | Чемпионат России | Чемпионат России | Кубок         | Главный тренер  | Источники   |
| Сезон                        | Клуб                         | Лига                         | Этап                           | Место                        | И                | В                | Н                | П                | МЗ               | МП               | РМ               | О                | Кубок         | Главный тренер  | Источники   |
| ---------------------------- | ---------------------------- | ---------------------------- | ------------------------------ | ---------------------------- | ---------------- | ---------------- | ---------------- | ---------------- | ---------------- | ---------------- | ---------------- | ---------------- | ------------- | --------------- | ----------- |
| 1993                         | Торпедо-АЗ                   | Вторая лига                  | Центральная зона               | 3 из 4                       | 12               | 4                | 3                | 5                | 17               | 15               | +2               | 11               | не участвовал | Виктор Федулов  | [ 3 ] [ 4 ] |
| 1994                         | КАМАЗ-АЗ                     | Вторая лига                  | Основной турнир, Западная зона | 1 из 9                       | 16               | 15               | 0                | 1                | 78               | 8                | +70              | 30               | 1ОТ           | Александр Шагов | [ 5 ]       |
| 1994                         | КАМАЗ-АЗ                     | Вторая лига                  | Переходный турнир              | 1 из 4                       | 3                | 3                | 0                | 0                | 9                | 1                | +8               | 6                | 1ОТ           | Александр Шагов | [ 5 ]       |
| 1994                         | КАМАЗ-АЗ                     | Вторая лига                  | Вторая лига 1994 (Итог)        | 1 из 4                       | 19               | 18               | 0                | 1                | 87               | 9                | +78              | 36               | 1ОТ           | Александр Шагов | [ 5 ]       |
| 1995                         | КАМАЗ                        | Первая лига                  | —                              | 2 из 10                      | 18               | 14               | 2                | 2                | 51               | 11               | +40              | 44               | ⅛ финала      | Александр Шагов | [ 6 ]       |
| 1996                         | КАМАЗ                        | Высшая лига                  | —                              | 7 из 12                      | 22               | 9                | 1                | 12               | 27               | 39               | -12              | 28               | ¼ финала      | Александр Шагов | [ 7 ]       |
| 1997                         | КАМАЗ                        | —                            | —                              | —                            | —                | —                | —                | —                | —                | —                | —                | —                | ОТ            | Александр Шагов | [ 8 ]       |
| Итого Вторая лига (2 сезона) | Итого Вторая лига (2 сезона) | Итого Вторая лига (2 сезона) | Итого Вторая лига (2 сезона)   | Итого Вторая лига (2 сезона) | 31               | 22               | 3                | 6                | 104              | 24               | +80              |                  |               |                 |             |
| Итого Первая лига (1 сезон)  | Итого Первая лига (1 сезон)  | Итого Первая лига (1 сезон)  | Итого Первая лига (1 сезон)    | Итого Первая лига (1 сезон)  | 18               | 14               | 2                | 2                | 51               | 11               | +40              |                  |               |                 |             |
| Итого Высшая лига (1 сезон)  | Итого Высшая лига (1 сезон)  | Итого Высшая лига (1 сезон)  | Итого Высшая лига (1 сезон)    | Итого Высшая лига (1 сезон)  | 22               | 9                | 1                | 12               | 27               | 39               | -12              |                  |               |                 |             |
| Всего                        | Всего                        | Всего                        | Всего                          | Всего                        | 71               | 45               | 6                | 20               | 182              | 74               | +108             |                  |               |                 |             |

1. 1 2  в сезонах 1989—1994 очки начислялись таким образом: 2 очка за победу, 1 за ничью и 0 за поражение
2. ↑  после сезона 1996 «КАМАЗ» в связи с финансовыми трудностями со стороны завода КАМАЗ прекратил существование в межсезонье

Лучшие бомбардиры клуба за сезон
| Сезон | Бомбардир             |
| ----- | --------------------- |
| 1993  | Наталья Гнелицкая (6) |
| 1994  | Елена Кононова (46)   |
| 1995  | Елена Антонова (14)   |
| 1996  | Наталья Дорошева (8)  |

Кубок России

без учёта мячей забитых в сериях послематчевых пенальти
без учёта технических результатов

| Сезон             | Кубок России | Кубок России | Кубок России | Кубок России | Кубок России | Кубок России | Кубок России | Кубок России |
| Сезон             | И            | В            | Н            | П            | МЗ           | МП           | РМ           | Итог         |
| ----------------- | ------------ | ------------ | ------------ | ------------ | ------------ | ------------ | ------------ | ------------ |
| 1994              | 2            | 0            | 0            | 2            | 0            | 4            | -4           | 1ОТ          |
| 1995              | —            | —            | —            | —            | —            | —            | —            | ⅛ финала     |
| 1996              | 3            | 2            | 0            | 1            | 8            | 2            | +6           | ¼ финала     |
| 1997              | —            | —            | —            | —            | —            | —            | —            | ОТ           |
| Итого за 4 сезона | 5            | 2            | 0            | 3            | 8            | 6            | +2           |              |

1. 1 2  снялся

## Известные игроки
- Елена Кононова
- Алла Сметанина
- Галина Важнова
- Елена Козельская
- Любовь Сафронова
- Октябрина Жандарова